# Marchkopf
Der Marchkopf ist ein 2499 Meter hoher Berg in den Tuxer Alpen südöstlich von Hochfügen und begrenzt das Gelände der Pfundsalm ostseitig.

## Wege
Der Gipfel ist als einfache Bergwanderung von Hochfügen zu erreichen. Dazu führen Fahrstraßen von Hochfügen bis hinauf auf den Kamm zur Bergstation des Zillertal Shuttle (2378 m) im Skigebiet Hochfügen-Hochzillertal. Von hier über den Nordgrat mit Schrofen und Blockwerk, zum Schluss etwas steiler, bis zum Gipfel.
Für den Weiterweg bietet sich eine unschwierige Kammwanderung nach Süden mit Blick zum Alpenhauptkamm an. Vom Gipfel führt ein markierter Pfad über
Seewand (2420 m), Gipfel (2445 m) und Kraxentrager (2423 m) zur Rastkogelhütte.